# Halmø
Halmø er en 0,5 km² stor ø i det sydfynske øhav, ca. 4 km nordøst for Marstal.
Øen der er adskilt fra Ærø af det 1 km brede Halmø Sund er ca. to kilometer lang og ca. 350 meter bred. Den er én lang moræneø, hvis nordside består af en 6 km lang kystlinje og op til ni  meter høje bakker. På den østlige side er der høje skrænter og mod syd og vest strandsøer, en mose og en ubevokset odde der fører ud til den ganske lille holm, Halmø Hale. 
Den ældst kendte boelsmand på Halmøe var Jens Halmøe (1625-1654) samt hustruen Karen (1629-1654). De blev efterfulgt af sønnen Michel Jensen Halmøe (1650-1711) og hustru Sitzel Bertelsdatter (1655-1719).I 1701 bestod gården af 30 fag beboelse og stald. Halmø boel var det største boelsted i Ærøskøbing sogn på daværende tidspunkt. Halmø overtages derefter af sønnen Bertel Michelsen Halmø (1687-1744) og hustruen Heiliche Clausdatter (1697-1780. I 1766 overtager sønnen Michel Bertelsen Halmø. Boelsmand Michel Jensen Halmøe omtales senere som sælger af Halmø d. 18/3 1792. Han sælger Halmø for 4950 rigsdaler, svarende til 125 kg sølv. Køberen var Christen Pedersen (Frankemand) fra Bregninge. 
Ved den lave sydkyst ligger øens eneste gård. Det første kendskab til navnene på ejerne har man fra 1835. Ved stormfloden i 1872 blev 15 ha af gårdens dyrkede areal oversvømmet. 
I 1874 købte Rasmus Eriksen Rasmussen øen. Allerede i 1877 druknede han og NN, da de sejlede med en jolle fra Ærøskøbing tilbage til Halmø. Hans hustru Johanne øen overtog herefter øen indtil sønnen Jens købte øen i 1893.
1951 blev gårdejer Peter Hansens tre døtre gift på samme dag. Derefter solgte familien gården til Esther og Anton Holme Nielsen som solgte gården i 1973. Indtil 1970'erne har gården været drevet med kvæg, grise og får – foruden kornproduktion. Den tidligere gård og eneste bebyggelse Halmøgård, benyttes i dag som fritidshus af øens ejer, som købte øen i 1997. Der drives ikke landbrug på øen mere, bortset fra dyrkning af fasanfoder og fasanjagt. I de senere år har der fundet en vis naturgenopretning sted og flere arealer afgræsses nu. 
1973 blev Halmø blev solgt for 900.000 kroner til Gitte og Peter Didrichsen. 
1997 etablerede familien Didrichsen i samarbejde med den lokale opsynsmand Sven Jørgen Karlsen fra Ærø en lille golfbane på øen. Samtidig startede han en lille golfklub op. Hver tirsdag sejlede han klubmedlemmerne fra Ærø til Halmø for at spille golf. Efterhånden voksede banen, og i 2007 havde golfbanen 11 huller, som snoede sig henover øen. En ny golfbane på Ærø udkonkurrerede den lille bane på Halmø.
2020 blev øen solgt for 9,8 millioner kr. til A. C. Finans. Det er muligt at ankomme til den private ø med enten en båd, helikopter eller et mindre fly.

## Natur
Der er adgang efter naturbeskyttelseslovens regler. Det er muligt at ankre op nord for øen og øst for Halmø Gavl.
Ca. 200 par sølvmåger og 100 par stormmåger yngler på strandengene langs sydkysten og mod vest. I Halmø Gavl er der digesvaler – og ofte finder en tårnfalk plads til sin rede på en hylde af grus. På strandengene vokser der Drue-Gåsefod, harril, jordbærkløver, kveller, smalbladet hareøre, smalbladet kællingetand, stivhåret ranunkel, strandgåsefod, strandkarse, strandkogleaks, strandmalurt, strandskræppe og tangurt.